# Phan Văn Long
Phan Văn Long (sinh ngày 1 tháng 6 năm 1996) là một cầu thủ bóng đá chuyên nghiệp người Việt Nam hiện đang thi đấu ở vị trí tiền vệ cánh cho câu lạc bộ SHB Đà Nẵng tại V.League 1.

## Sự nghiệp
Phan Văn Long sinh ra trong một gia đình khó khăn tại Tam Kỳ, Quảng Nam. Tuy nhiên do bộc lộ năng khiếu từ nhỏ nên khi Long 11 tuổi, SHB Đà Nẵng vào Quảng Nam tuyển quân, cậu bé Phan Văn Long đã tự mình đăng ký tham gia và trúng tuyển.
Trong lần đầu tham dự giải U-17 QG 2013, Văn Long lập tức trở thành trụ cột giúp SHB Đà Nẵng đoạt chức vô địch. Năm đó, Văn Long cũng ẵm luôn cả danh hiệu cá nhân là Vua phá lưới và Cầu thủ xuất sắc nhất giải.
Thể hiện thành công ở các giải trẻ, tiền đạo của SHB Đà Nẵng lọt vào mắt xanh của huấn luyện viên Guillaume Graechen và ông thầy người Pháp đã dành cho Long một suất ở đội tuyển U-19 Việt Nam. Cùng lứa với Công Phượng, Tuấn Anh, Xuân Trường, Văn Toàn..., Phan Văn Long từng gây sốt trong màu áo đội tuyển U-19 Việt Nam ở giải U-19 Đông Nam Á 2014 trên sân vận động Mỹ Đình. Phan Văn Long lập siêu phẩm lưới U-19 Myanmar ở bán kết, với một tình huống thoát xuống đầy tốc độ, loại bỏ hậu vệ đối phương trước khi tung cú vẩy má ngoài làm rung mành lưới đối thủ được ví như siêu phẩm của Dennis Bergkamp vào lưới đội tuyển Argentina tại World Cup 1998.
Sau đó Phan Văn Long đã được huấn luyện viên Miura 2 lần trao cơ hội, cũng như huấn luyện viên Park Hang-seo triệu tập tại giải M-150 Cup trong đội hình tuyển U23 Việt Nam. Tuy nhiên, do tái phát trấn thương cơ háng liên tục nên Phan Văn Long không có cơ hội thi đấu nhiều cũng như tham gia các giải đấu quan trọng.
Sau thành công trong màu áo U-19 Việt Nam, Văn Long khi đó được truyền thông đánh giá rất cao, được xem là một phát hiện mới của bóng đá Việt Nam nói chung và Đà Nẵng nói riêng. Ít tháng sau, tiền vệ gốc Quảng Nam được huấn luyện viên Lê Huỳnh Đức trao vinh dự lần đầu tham dự V.League 2015 ở tuổi chưa tròn 19. Thế nhưng, sự nghiệp của cầu thủ này đã bị chững lại khi lên đội 1 SHB Đà Nẵng. Việc cạnh tranh với quá nhiều những đàn anh kinh nghiệm ở đội bóng sông Hàn khiến Văn Long không thể tìm được vị trí trong đội hình của huấn luyện viên Lê Huỳnh Đức. Và cũng phải ngót 3 năm, Văn Long mới có được bàn thắng đầu tiên tại SHB Đà Nẵng, trong chiến thắng 3–0 trước Than Quảng Ninh tại tứ kết Cúp Quốc gia.

## Bàn thắng quốc tế

### U-23 Việt Nam
| #  | Ngày                | Địa điểm                                     | Đối thủ | Bàn thắng | Kết quả | Giải đấu       |
| -- | ------------------- | -------------------------------------------- | ------- | --------- | ------- | -------------- |
| 1. | 9 tháng 12 năm 2017 | Sân vận động I-Mobile mới, Buriram, Thái Lan | Myanmar | 3–0       | 4–0     | M-150 Cup 2017 |

### U-19 Việt Nam
| # | Ngày                | Địa điểm                                        | Đối thủ | Bàn thắng | Kết quả | Giải đấu                                  |
| - | ------------------- | ----------------------------------------------- | ------- | --------- | ------- | ----------------------------------------- |
| 1 | 11 tháng 9 năm 2014 | Sân vận động Quốc gia Mỹ Đình, Hà Nội, Việt Nam | Myanmar | 4–1       | 4–1     | Giải vô địch bóng đá U-19 Đông Nam Á 2014 |

## Danh hiệu
SHB Đà Nẵng
- V.League 2
  -  Vô địch: 2023–24